# NPM3
NPM3 (англ. Nucleophosmin/nucleoplasmin 3) – білок, який кодується однойменним геном, розташованим у людей на короткому плечі 10-ї хромосоми. Довжина поліпептидного ланцюга білка становить 178 амінокислот, а молекулярна маса — 19 344.
| 10         |  | 20         |  | 30         |  | 40         |  | 50         |
| ---------- |  | ---------- |  | ---------- |  | ---------- |  | ---------- |
| MAAGTAAALA |  | FLSQESRTRA |  | GGVGGLRVPA |  | PVTMDSFFFG |  | CELSGHTRSF |
| TFKVEEEDDA |  | EHVLALTMLC |  | LTEGAKDECN |  | VVEVVARNHD |  | HQEIAVPVAN |
| LKLSCQPMLS |  | LDDFQLQPPV |  | TFRLKSGSGP |  | VRITGRHQIV |  | TMSNDVSEEE |
| SEEEEEDSDE |  | EEVELCPILP |  | AKKQGGRP   |  |            |  |            |

A: Аланін

C: Цистеїн

D: Аспарагінова кислота

E: Глутамінова кислота

F: Фенілаланін

G: Гліцин

H: Гістидин

I: Ізолейцин

K: Лізин

L: Лейцин

M: Метіонін

N: Аспарагін

P: Пролін

Q: Глутамін

R: Аргінін

S: Серин

T: Треонін

Кодований геном білок за функціями належить до шаперонів, фосфопротеїнів. 
Задіяний у такому біологічному процесі, як ацетилювання. 
Локалізований у ядрі.